# ساخالین
کارافوتو (به روسی: Сахали́н، ژاپنی: 樺太 کارافوتو یا サハリン ساهارین) جزیره‌ای‌است کشیده در شمال اقیانوس آرام که میان عرض‌های جغرافیایی ۴۵ °۵۰' و ۵۴°۲۴' شمالی جای گرفته‌است. جزیرهٔ ساخالین بزرگترین بخش از استان ساخالین کشور روسیه می‌باشد. در جنوب جزیره ساخالین خلیج آنیوا قرار دارد.
بومیان این جزیره آینوها، اوروک‌ها و نیوخها می‌باشند. البته بیشتر آینوها پس از اخراج ژاپنی‌ها در ۱۹۴۹ به دست شوروی از این جزیره به هوکایدو کوچیدند. در پی رخدادهای تاریخی سده‌های ۱۹ و ۲۰ میلادی این جزیره مورد ادعای هر دو کشور ژاپن و روسیه بوده‌است.

## تاریخچه
یافته‌ها نشان می‌دهد که ساخالین از روزگار نوسنگی باشندگانی داشته‌است. آینوها در جنوب این جزیره می‌زیستند، اورک‌ها در میانه و نیوخ‌ها نیز در شمال. پیشهٔ بیشتر این مردمان ماهی‌گیری بود. پیرامون ۱۲۶۴ میلادی مغولها بر ساخالین چیره گشتند و مردمانش را تابع خود ساختند. پس از مغول‌ها دودمان مینگ -که بر چین فرمان می‌راند- آینوها را خراج‌گذار خود ساخت.

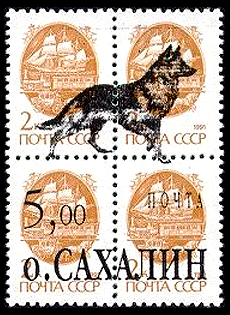
تمبر ساخالین مربوط به ۱۹۹۱ اتحاد جماهیر شوروی

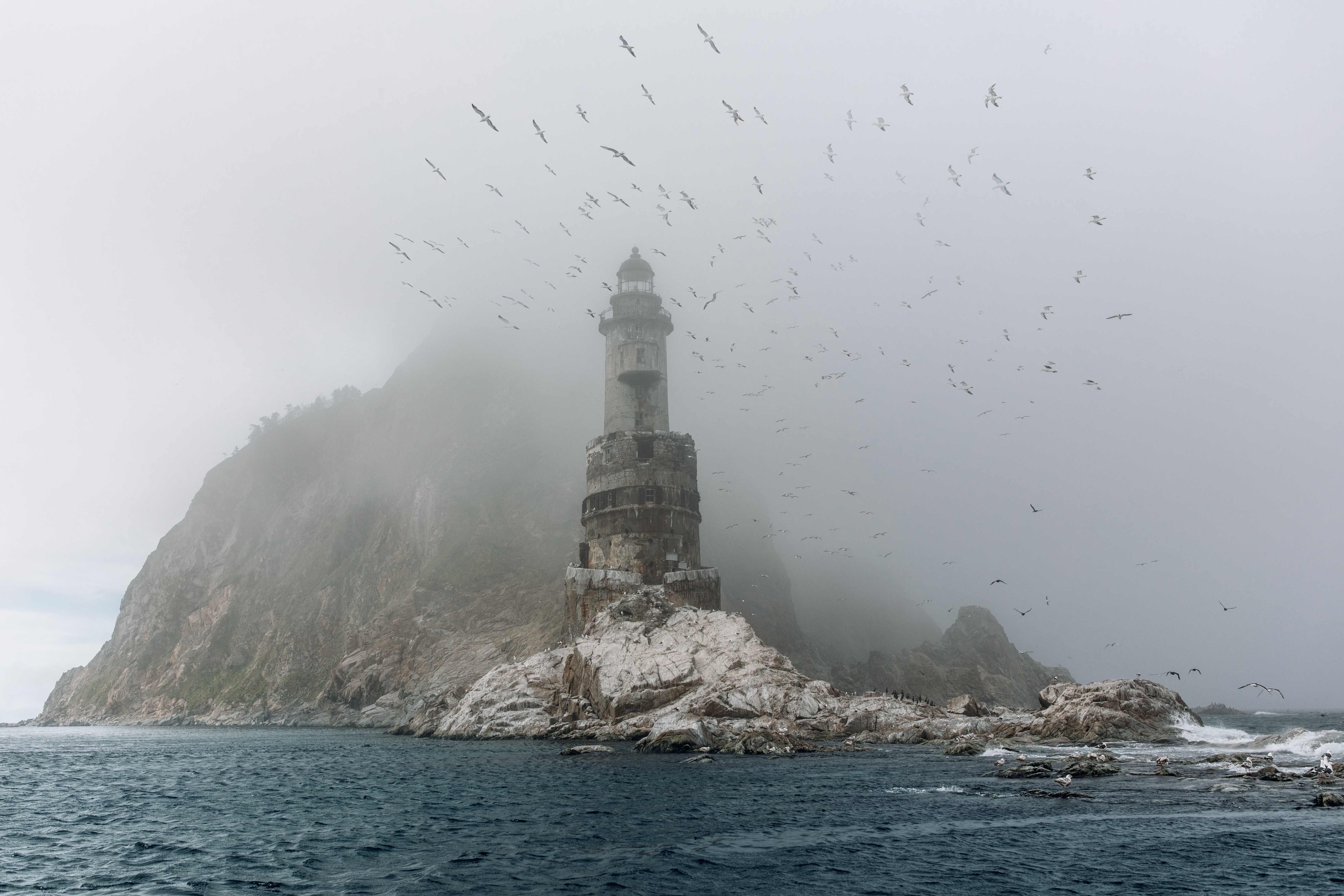
فانوس دریایی جزیرهٔ ساخالین در شمال اقیانوس آرام. در پی رخدادهای تاریخی سده‌های ۱۹ و ۲۰ میلادی این جزیره مورد ادعای هر دو کشور ژاپن و روسیه بوده‌است.

در پیرامون ۱۶۷۹ میلادی ژاپنی‌ها نخستین سکونت‌گاه‌های خود را در جنوب ساخالین برپا داشتند. ولی چینی‌ها هم همچنان خود را مالک این جزیره می‌دانستند. نخستین اروپایی‌ای که از این جزیره دیدن کرد مارتن گریتس فریس هلندی بود که در ۱۶۴۳ نقشه‌ای از حدود این جزیره فراهم آورد. پس از او اروپاییانی دیگری هم از ساخالین دیدار کردند.
در ۱۸۰۹ ژاپن ادعای مالکیت این جزیره را مطرح نمود. در ۱۸۴۵ ژاپن ادعایش را دوباره تکرار کرد و این بار خواستار جزایر کوریل هم شد. هردوی این سرزمین‌ها مورد ادعای روسیه هم بودند و بدین سان رقابت میان ژاپن و روسیه پدیدار گشت. روس‌ها هم مستعمره‌هایی برپا ساختند و معادن زغال سنگی برپا داشتند و مدرسه‌ها و کلیساها و زندان‌ها ساختند. در ۱۸۵۵ میان دو طرف پیمان شیمودا بسته گشت که به هر دو اجازه می‌داد در این جزیره مستعمره‌هایی برپا سازند؛ ژاپنی‌ها در جنوب و روس‌ها در شمال.
در پی جنگ تریاک روس‌ها چین را ناچار به پذیرش پیمان‌نامه‌هایی کردند که سرزمین‌های شمال رود آمور و نیز ساخالین را به روسیه واگذار می‌نمود. در ۱۸۷۵ و در پی پیمان سن‌پترزبورگ هم ژاپن در برابر جزایر کوریل ساخالین را به روسیه واگذار نمود.
پس از جنگ روسیه-ژاپن این جزیره دوباره به دو بخش روسی-ژاپنی بخش گشت. بخش ژاپنی استان کارافوتو خوانده شد و کوچندگانی از کره و ژاپن را به خود پذیرفت و بخش شمالی هم استان ساخالین نام‌گرفت.
در میان جنگ جهانی دوم و در کنفرانس یالتا در ۱۹۴۵ کنترل سراسر ساخالین به شوروی وانهاده شد و در پی آن شوروی چهار روز پیش از تسلیم ژاپن به بخش جنوبی این جزیره تاخت. میان سال‌های ۱۹۵۶ تا ۵۰ میلادی شوروی ژاپنی‌های جنوب ساخالین را اخراج نمود. در ۱۹۵۱ ژاپن از ادعایش بر ساخالین جنوبی دست کشید.

## جغرافیا
ساخالین با تنگه باریک و کم‌عمقی به نام تنگه تاتار که اغلب در زمستان در قسمت باریکتر آن یخ می‌زند از سرزمین اصلی روسیه و توسط تنگه سویا یا تنگه لا پروس از هوکایدو ژاپن جدا می‌شود. ساخالین بزرگترین جزیره روسیه است که ۹۴۸ کیلومتر طول و ۲۵ تا ۱۷۰ کیلومتر عرض دارد و مساحت آن ۷۲۴۹۲ کیلومتر مربع است. در عرض‌های جغرافیایی مشابه آن انگلستان، ولز و ایرلند قرار دارد.
کوه‌نگاری و ساختار زمین‌شناسی آن ناقص شناخته شده‌است. یک نظریه این است که ساخالین از قوس جزیره‌ای ساخالین به‌وجود آمده‌است. نزدیک به دو سوم ساخالین کوهستانی است. دو رشته کوه موازی آن را از شمال به جنوب طی می‌کنند و به ارتفاع ۶۰۰ تا ۱۵۰۰ متر می‌رسند. بلندترین قله کوه‌های غربی ساخالین کوه ایچارا با ارتفاع ۱۴۸۱ متر است، در حالی که بلندترین قله کوه‌های ساخالین شرقی، کوه لوپاتین با ارتفاع ۱۶۰۹ متر است که در عین حال بلندترین کوه جزیره نیز هست. دره تیم-پورونایسکایا این دو رشته را از هم جدا می‌کند. رشته‌کوه‌های سوسوآنایسکی و تونینو-آنیوسکی جزیره را در جنوب طی می‌کنند، در حالی که دشت باتلاقی «ساخالین شمالی» بیشتر شمال آن را دربر گرفته است.‎